# Jet-CD
Jet-CD (znany też jako Jet) to trzeci album J-popowej grupy muzycznej Puffy AmiYumi. Album wydany został w 1998 roku (zobacz 1998 w muzyce).

## Lista utworów
1. ジェット警察 (Jet Keisatsu, Jet Police)
2. これが私の生きる道 (Kore ga Watashi no Ikiru Michi, That's The Way It Is)
3. Cake Is Love
4. 愛のしるし (Ai no shirushi, Sign of Love)
5. 春の朝 (haru no asa; spring morning)
6. レモンキッド (Remon Kiddo; Lemon Kid)
7. 小美人 (shou-bijin; little beauty)
8. ネホリーナハホリーナ (nehoriina hahoriina; Neholina)
9. 哲学 (tetsugaku; Philosophy)
10. DE RIO
11. サーキットの娘 (saakitto no musume; Circuit no Musume; Wild Girls on Circuit)
12. 渚にまつわるエトセトラ (nagisa ni matsuwaru etosetora; Electric Beach Fever)
13. Mother

(niektóre tłumaczenia są nieoficjalne)